# Arcanator orostruthus
Az Arcanator orostruthus a madarak osztályának verébalakúak (Passeriformes) rendjébe és a timáliafélék (Timaliidae) családjába tartozó Arcanator nem egyetlen faja.
Besorolása vitatott egyes rendszerezők az óvilági poszátafélék vagy a timáliafélék (Timaliidae) családjába sorolják.

## Előfordulása
Mozambik és Tanzánia nedves trópusi és szubtrópusi hegyvidéki erdők lakója.